# Daniel Viéné
Daniel Viéné (né le 15 février 1955  à Dampierre-les-Bois en Franche-Comté et mort le 30 août 2013 à Saverne) est un peintre français.

## Biographie
Il commence à peindre en 1980. Après un BEP-CAP boucherie, il travaillera en tant que dirigeant dans une boucherie strasbourgeoise. Toutefois, rapidement, il songe à changer de voie. En 1993, il quitte son emploi et Strasbourg pour installer son atelier dans la ville de Saverne et vivre de sa passion : la peinture,,.
C’est un créateur autodidacte. Il appartient au mouvement artistique de l’art singulier. Il affirmait lui-même que son art se voulait libre et singulier : « Je joue au peintre comme l’enfant joue au pompier, avec plaisir et avec sérieux ». Ses œuvres très colorées représentent des personnages et des portraits. Elles évoquent le monde de l’enfance, le bonheur et appellent à la bonne humeur.
Il travaille avec différents types de supports tels que la toile en coton, le carton, le papier, le bois, le verre ou le tissu.
Pour créer, il s'inspire d'artistes comme Guillaume Corneille, Gaston Chaissac ou Philippe Visson,.
Il expose dans de nombreuses villes européennes telles que Bruxelles, Anvers, Amsterdam, Rotterdam, Luxembourg, Montreux, Lausanne, Berlin, Göteborg et Paris.
En 2007, un livre est publié sur son œuvre, L'Art au singulier, avec des textes de Christophe Fleurov, Yvon Taillandier, Olivier Wahl, et al.. C'est le premier livre de la collection L'art au singulier des éditions Coprur.
Plusieurs galeries européennes détiennent ses œuvres. La plus grande des collections se trouve toutefois au cloître des Récollets à Saverne.
Il meurt le 30 août 2013 à Saverne, à l'âge de 58 ans, des suites d'une longue maladie,,,.

## Expositions
- De 1998 à 2002 : Quai aux arts de Strasbourg[11].
- Janvier 2006 : Exposition L'art automobile à la cité de l'automobile de Mulhouse[12].
- Octobre 2006 : Exposition à la Galerie Maggy Stein au château de Bettembourg[13].
- 2008 : Exposition Wir feiern das 15. Jahr! chez Baryon à Zurich[14].
- 2009 : Exposition à la Galerie Foxx à Zurich[14].
- 2009 : Exposition à la Zgallery à Zeebruges[15].
- Février 2009 : Exposition avec Giovanni Gelmi au château d'Oupeye[16].
- Septembre 2009 : Exposition sur l'îlot Saint-Michel à Liège[17].
- Janvier 2011 : Exposition à la Galerie Art’n Pepper à Verviers[18].
- Mai 2014 : Exposition pour lui rendre hommage au château des Rohan de Saverne[19].
- Décembre 2015 : Exposition Multiples Horizons Possibles à l’atelier Horéa à Strasbourg[20].